# Maria Molist
Maria de Mataró
Pour les articles homonymes, voir Molist.
Ne doit pas être confondu avec Marta Molist.
Maria Molist i Bartres, plus connue sous le nom de Maria de Mataró, née à Mataró en 1870 et morte le 6 octobre 1933 à Barcelone, est une styliste catalane liée au modernisme catalan.

## Biographie
Fille d'une famille d'origine rurale, elle fonde un atelier de couture à Mataró.
Elle ouvre ensuite une boutique à Barcelone, d'abord dans la rue de Portaferrissa puis en  1918, dans la rue de Pau Claris.
Elle est une couturière très respectée et une figure représentative de la mode barcelonaise. Elle élabore près de deux cents modèles par an et les femmes de la bourgeoisie catalane plébiscitent ses créations. Elle habille la reine Victoire-Eugénie de Battenberg. 
Elle se déplace souvent à Paris pour voir les modèles, les tissus et les catalogues, et acquérir des étoffes et des compléments pour la saison de la mode.

## Postérité
Avec Caroline Montagne Roux, Joana Valls et Madame Renaud, elle est l'une des grandes stylistes du modernisme catalan. Ses œuvres sont conservées au Musée du Design de Barcelone et au Centre de Documentation et Musée Textile de Terrassa.